# پیوند مغز استخوان

بافت مغز استخوان. بزرگنمایی: 4x

بافت مغز استخوان. بزرگنمایی: 40x

پیوند مغز استخوان و پیوند سلول‌های بنیادی جایگزینی مغز استخوان فرد بیمار با مغز استخوان سالم است تا بیمار بتواند مقادیر بالای داروهای شیمی درمانی یا پرتودرمانی را دریافت کند.

## انواع پیوند
شایع‌ترین اشکال پیوند مغز استخوان عبارت‌اند از:
- پیوند «اتولوگ» autologous طی این نوع پیوند بیمار بافت پیوندی (مغز استخوان) خود را دریافت می‌کند. در این روش مغز استخوان بیمار را خارج و آن را در معرض داروهای ضد سرطان قرار می‌دهند تا یاخته‌های بدخیم کشته شوند. سپس محصول بدست آمده را منجمد و نگهداری می‌کنند.
- پیوند «سینژنیک» Syngeneic بیمار بافت پیوندی (مغز استخوان) را از عضو دیگر دوقلوی مشابه خود دریافت می‌کند. در این روش ابتدا به‌وسیله مقادیر زیادی از داروهای ضد سرطان همراه یا بدون پرتو درمانی، تمام مغز استخوان موجود در بدن بیمار را از بین می‌برند. سپس از عضو دیگر دوقلوی مشابه که شباهت بافتی زیادی با بدن بیمار دارد، مغز استخوان سالمی را تهیه می‌کنند.
- پیوند «آلوژنیک» allogeneic بیمار بافت پیوندی را از فردی غیر از خود یا دوقلوی مشابه خود (مثل برادر، خواهر، یا هر یک از والدین یا فردی که هیچگونه نسبتی با بیمار ندارد) دریافت می‌کند. این فرد باید سازگاری بافتی نزدیک با بدن بیمار داشته باشد.

## روش پیوند
پس از تهیه بافت پیوندی از روش‌های فوق، به بیمار مقادیر بالای داروهای شیمی درمانی همراه یا بدون پرتو درمانی می‌دهند تا باقی‌مانده مغز استخوان وی تخریب شود. در مرحله آخر مغز استخوان سالم را گرم کرده و به‌وسیله یک سوزن و از طریق سیاهرگ به بیمار تزریق می‌کنند تا جانشین مغز استخوان تخریب شده شود. پس از ورود بافت پیوندی به جریان خون، یاخته‌های پیوند زده شده به مغز استخوان هدایت شده و به تولید گویچه‌های سفید خون، گویچه‌های قرمز خون و پلاکتهای جدید می‌پردازند. ابتلاء به عفونت و خونریزی، تهوع، استفراغ، خستگی، بی اشتهایی، زخم‌های دهانی، ریزش مو و واکنش‌های پوستی از جمله عوارض جانبی پیوند مغز استخوان و پیوند سلول‌های پایه (Stem cell) است.
امروزه با کاربردهای جدید الگوهای درمان پیوند مغز استخوان و درمان بیولوژیکی یا ایمونولوژیک و داروهای جدید ضد سرطان و پیشرفت‌های علم ژنتیک و ساختارهای ژن‌های انسانی امیدهای تازه‌ای برای غلبه بر این بیماری به وجود آمده‌است.

## پیوند مغز استخوان در ایران
ایران در زمینهٔ پیوند مغز استخوان دومین کشور پس از ایتالیا (از نظر تعداد پیوند) در جهان است.